# On (Echobelly)
On è il secondo album della rock band inglese Echobelly. Ottenendo una risposta favorevole dalla critica, l'album raggiunse il numero 4 nella classifica degli album del Regno Unito. Il 21 luglio 2014, è stata pubblicata un'edizione con spettacoli dal vivo inediti.

## Tracce
1. Car Fiction – 2:31
2. King of the Kerb – 3:59
3. Great Things – 3:31
4. Natural Animal – 3:27
5. Go Away – 2:44
6. Pantyhose and Roses – 3:25
7. Something Hot in a Cold Country – 4:01
8. Four Letter Word – 2:51
9. Nobody Like You – 3:52
10. In the Year – 3:31
11. Dark Therapy – 5:30
12. Worms and Angels – 2:38